# Odnaždy v provincii
Odnaždy v provincii (Однажды в провинции) è un film del 2008 diretto da Ekaterina Šagalova.

## Trama
Il film racconta di una giovane attrice di nome Nastja, che da Mosca si trasferisce in provincia, da sua sorella, che vive con il marito, che la umilia in ogni modo possibile, e lei continua ad amarlo. Nastja decide di aiutarla.